# Stora Niklas
Stora Niklas, finska: Iso-Nikla, är en ö nära Sandö i Nagu,  Finland. Den ligger i Skärgårdshavet i Pargas stad i den ekonomiska regionen  Åboland i landskapet Egentliga Finland, i den sydvästra delen av landet. Ön ligger omkring 3 kilometer väster om Sandö, 9 kilometer öster om Nagu kyrka, 30 kilometer söder om Åbo och omkring 160 kilometer väster om Helsingfors. Närmaste allmänna förbindelse är förbindelsebryggan vid Pensar som trafikeras av M/S Nordep.
Öns area är 2,4 hektar och dess största längd är 230 meter i nord-sydlig riktning.